# Harbour Island
Harbour Island – wyspa i dystrykt Bahamów. Według danych z 2022 roku populacja wynosiła 1762 osób.

## Populacja
Na wyspie jest położona tylko jedna miejscowość – Dunmore Town.